# Demidevil
Demidevil è il mixtape di debutto della rapper statunitense Ashnikko, pubblicato il 15 gennaio 2021 dalle etichette discografiche Parlophone e Warner Records.

## Antefatti
Il progetto era previsto per la pubblicazione il 9 ottobre 2020, ma è stato posticipato al 13 novembre dello stesso anno. In seguito, causa pandemia di COVID-19, l'artista ha preferito posticipare nuovamente la data di pubblicazione al 19 febbraio 2021. Tuttavia, dopo un leak di svariate tracce dell'album, Ashnikko ha anticipato la pubblicazione al 15 gennaio.

## Promozione
In promozione al mixtape vengono pubblicati tre singoli, Cry (con Grimes), Daisy e Deal With It (con Kelis), rispettivamente il 17 giugno 2020, il 9 luglio 2020 e il 12 gennaio 2021. Dal 25 agosto 2020, Ashnikko ha pubblicato dei brevi video promozionali su Instagram per poi rendere pubblica la copertina ed il titolo del mixtape il 28 agosto 2020.

## Tracce
1. Daisy – 2:27 (Ashton Casey, Thomas Slinger)
2. Toxic – 2:42 (Ashton Casey, Thomas Slinger, Kelly Richardson)
3. Deal with It (feat. Kelis) – 3:11 (Ashton Casey, Thomas Slinger, Dagny Sandvik, Max Wolfgang, Mark Crew, Daniel Priddy, Chad Hugo, Pharrell Williams)
4. Slumber Party (feat. Princess Nokia) – 2:58 (Ashton Casey, Destiny Frasqueri, Peter Elegbede)
5. Drunk with My Friends – 2:08 (Ashton Casey, Oscar Scheller)
6. Little Boy – 2:52 (Ashton Casey, Oscar Scheller)
7. Cry (feat. Grimes) – 2:06 (Ashton Casey, Ebenezer Fabiyi, Claire Elise Boucher,  Melissa Storwick)
8. L8r Boi – 2:23 (Ashton Casey, Thomas Slinger)
9. Good While It Lasted – 3:02 (Ashton Casey, Gina Kushka, Jon Mills, Marcus Andersson)
10. Clitoris! The Musical – 1:36 (Ashton Casey, Oscar Scheller)

## Classifiche
| Classifica (2021) | Posizione massima |
| ----------------- | ----------------- |
| Australia         | 46                |
| Canada            | 89                |
| Croazia           | 35                |
| Irlanda           | 69                |
| Lituania          | 22                |
| Regno Unito       | 19                |
| Stati Uniti       | 107               |